# Ligne de démarcation (France)
Pour les articles homonymes, voir Ligne de démarcation.
| Zones d'occupation en France de 1940 à 1944 : - initialement en juillet 1940, le pays est coupé en quatre : - zone occupée, - zone libre (séparée par une ligne de démarcation traversant treize départements), - Alsace-Moselle annexée de facto par le Reich, - deux départements du Nord sous l'administration militaire allemande de Bruxelles ; - en novembre 1942 la zone occupée allemande s'étend : à la zone initiale (dite « zone nord ») s'ajoute la majeure partie de la zone libre (dont l’appellation devient alors « zone sud ») ; simultanément l'Italie occupe la plupart des territoires à l'est du Rhône et la Corse ; - en octobre 1943 les Italiens se retirent, la zone occupée allemande s'étend à tout le pays, mais simultanément la Corse se libère ; - durant l'été 1944, à partir du 6 juin, la plus grande partie du territoire est libérée par les forces alliées et celles de la Résistance. |

La ligne de démarcation, en allemand Demarkationslinie (mot parfois abrégé en Dema-Linie, voire Dema) est en France, pendant la Seconde Guerre mondiale, la limite entre la zone occupée par l'Armée allemande et la zone non occupée (ou « zone libre »), en vertu des conditions fixées par l’armistice du 22 juin 1940. Longue d'environ 1 200 km, la ligne entre en vigueur le 25 juin 1940, après la signature de l'armistice entre l'Italie et la France du 24 juin. 
Bien que le gouvernement français, établi à Vichy en zone libre à partir de l'armistice, exerce théoriquement sa souveraineté sur l'ensemble du territoire français (sauf en Alsace-Lorraine, annexée unilatéralement par l'Allemagne dès 1940), dans les faits, les conditions d'armistice donnent de larges pouvoirs en zone occupée aux autorités allemandes, qui de surcroît, contrôlent étroitement le passage d'une zone à l'autre par l'obligation de détenir un laissez-passer de longue durée ou ponctuel.
Après l'invasion de la zone libre par les troupes allemandes le 11 novembre 1942 à la suite du débarquement allié en Afrique du Nord française, la ligne de démarcation est supprimée le 1er mars 1943.

## Création de la ligne de démarcation
L'armistice est signé alors que la situation militaire de la France est catastrophique, après la victoire éclair de l'Allemagne du 13 mai (percée de Sedan) au 14 juin 1940 (entrée des troupes allemandes à Paris). À partir du 16 juin, le gouvernement n'est plus présidé par Paul Raynaud, mais par le maréchal Pétain. 
Demandé par celui-ci dès le 17 juin, l'armistice est signé le 22 juin 1940 par les généraux Wilhelm Keitel pour le Troisième Reich et Charles Huntziger pour la France. 

### Institution d'une zone d'occupation partielle
L'article 2 prévoit le partage du territoire métropolitain entre une partie occupée et une partie non occupée.

« Art. 2. — Pour assurer les intérêts du Reich allemand, le territoire français situé au nord et à l’ouest de la ligne tracée sur la carte ci-annexée sera occupé par les troupes allemandes. Les territoires qui ne sont pas encore aux mains des troupes allemandes seront immédiatement occupés après la conclusion de la présente convention. »

Initialement, l'armistice prévoyait « l'occupation du territoire sans laisser au Gouvernement français un espace libre ». L'état-major allemand, connaissant l'engagement conclu le 28 mars 1940 entre la France (Paul Raynaud) et le Royaume-Uni (Winston Churchill) de ne pas conclure de paix séparée, n'a pas envisagé une défaite aussi rapide et totale de la France, ni la partition du pays entre l'occupant et un Gouvernement français signataire d'un armistice. 

### Établissement de la ligne
Sur la carte jointe à la convention d'armistice, la ligne de démarcation apparait sous la forme d’un trait de couleur verte, ce qui lui vaut d'être parfois appelée ligne verte (grüne Linie). Pour l'anecdote, il s'agit d'une réplique au traité de Versailles (1919), sur lequel les territoires allemands à occuper par les Alliés de la Première Guerre mondiale étaient délimités par un trait vert.
Sur un total de 90 départements, la Wehrmacht en occupe entièrement 42 et partiellement 13, tandis que 35 ne sont pas du tout concernés. Selon les sources, 13 à 17 millions de Français vivent en zone non occupée et 23 à 29 millions en zone occupée.
L'article 3 du traité d'armistice, qui stipule que « le Gouvernement allemand a l'intention de réduire au strict minimum l'occupation de la côte occidentale après la cessation des hostilités avec l'Angleterre », ne pouvait en aucun cas convenir à la délégation française.[pas clair]

### Négociations ultérieures
Cette convention d'armistice est la base d'une relation politique tendue entre les deux belligérants (en l'absence d'un traité de paix, la France et l'Allemagne sont toujours en guerre). La délégation française à la commission d'armistice de Wiesbaden, chargée de la gestion des conséquences du traité, signale que cette ligne de démarcation est une atteinte à la souveraineté territoriale de la France et présente un caractère arbitraire, d'autant plus que son tracé est au départ imprécis et que les demandes de précision restent vaines. 
Si le tracé semble simple à l'échelle du pays, les incertitudes et les imprécisions sont très nombreuses à l'échelle départementale et communale. Le tracé définitif de la ligne n'est fixé qu'à la fin de l'année 1941 ; jusque-là, en effet l'occupant effectue des changements locaux en fonction de ses intérêts.

## Vue d'ensemble du tracé de la ligne

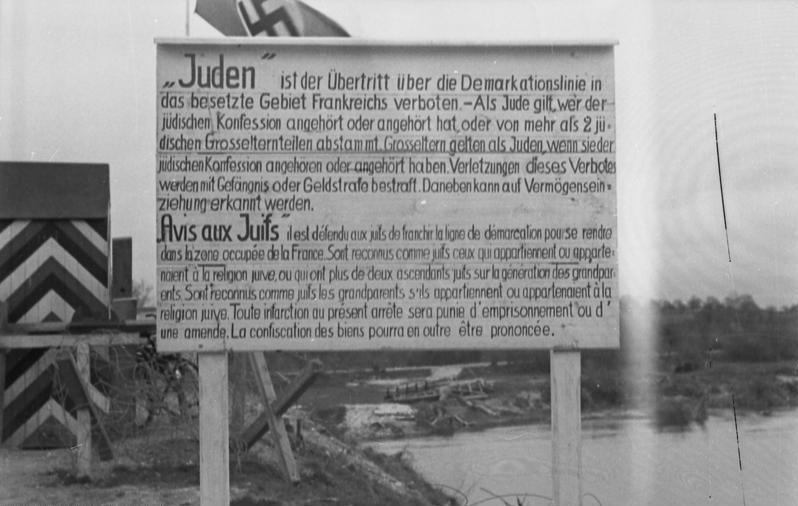
Pancarte sur le poste de contrôle : Avis aux Juifs il est défendu aux juifs de franchir la ligne de démarcation pour se rendre dans la zone occupée de la France […]

### Départements traversés
Longue de près de 1 200 km, la ligne de démarcation traverse treize départements : Ain, Jura, Saône-et-Loire, Allier, Cher, Loir-et-Cher, Indre-et-Loire, Vienne, Charente, Dordogne, Gironde, Landes et Basses-Pyrénées, (Pyrénées-Atlantiques depuis 1969).

### Topographie
Son tracé suit la topographie des points hauts et coupe le cours de nombre de fleuves et rivières (Doubs, Saône, Loire, Allier, Cher, Vienne, Charente, Isle, Dordogne, Garonne, Adour, etc.), ne les suivant qu'occasionnellement et sur de courtes distances. 

### Matérialisation

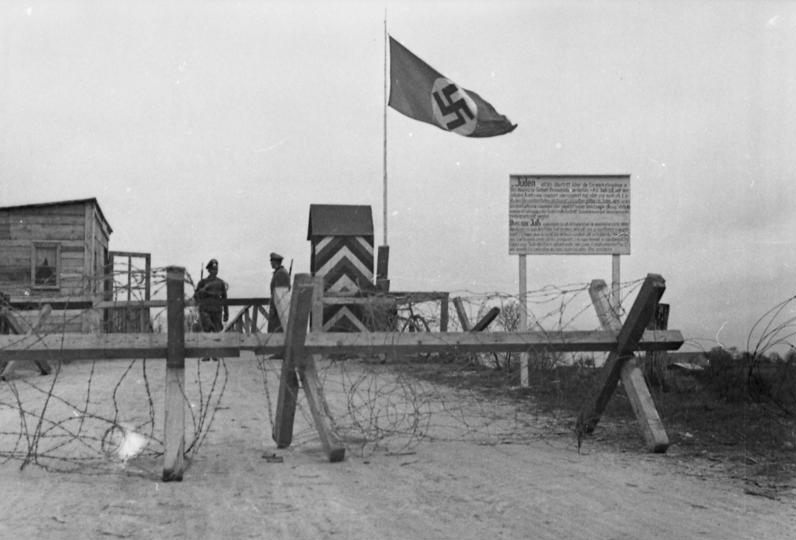
Poste de contrôle sur la ligne de démarcation : derrière les barbelés, une baraque, une guérite et une barrière du type perche à contrepoids, qui se manœuvre à la main.

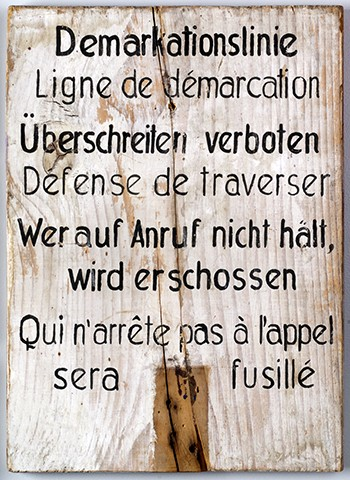
Panneau de démarcation.

Elle est matérialisée dans les champs par des poteaux espacés de 100 à 200 m (peints aux couleurs allemandes : rouge, blanc et noir). Aux points de passage (routes, ponts, gares), on trouve des barrières flanquées de guérites, parfois équipées de herses mobiles et de barbelés.
Malgré les nombreux panneaux bilingues qui jalonnent le tracé de la ligne et rappellent la défense de la traverser, des passeurs travaillant seuls ou organisés en réseaux et filières se chargent d'organiser son franchissement entre deux patrouilles. Arrêtés, ils sont jugés et soumis à diverses sanctions qui peuvent aller jusqu'à la fusillade.

## Tracé par départements

### Haute-Savoie
6 communes de Haute-Savoie sont incluses dans la zone interdite : Arcine, Chevrier, Clarafond, Éloise, Vulbens, Saint-Germain. Puis, le 24 août 1941, ces communes sont rattachées à la zone libre.

### Ain
La ligne de démarcation débute à la frontière suisse au sud-ouest de Genève, suivant le cours du Rhône à son entrée en France en direction nord-ouest[pas clair], puis elle remonte vers le nord, passant par Bellegarde-sur-Valserine, jusqu'au confluent de la Valserine. Elle suit ensuite le cours de la Valserine (vers le nord). 
Au nord-est du département, le pays de Gex, déclaré zone interdite par les Allemands, est isolé entre la ligne de démarcation à l'ouest et la frontière suisse à l'est.

### Jura
Après Mijoux, la ligne continue de suivre la Valserine jusqu'à sa source, puis suit la route nationale 5 (Paris-Genève), qui est parallèle à la frontière suisse sur quelques kilomètres jusqu'aux Rousses, précisément jusqu'au village frontalier de La Cure.
À partir des Rousses, la ligne part vers le nord-ouest, vers Morez, Saint-Laurent-en-Grandvaux et Champagnole. Peu après cette ville, la ligne part plein nord, puis bifurque plein ouest en passant entre Arbois (au nord) et Poligny (au sud), avant de remonter plein nord. 
À l'intersection avec la route nationale 72 (Mont-sous-Vaudrey-Pontarlier), elle prend de nouveau plein ouest, suivant le cours de la Loue en passant à quelques kilomètres au sud de Dole, et rejoint à Parcey la rivière Doubs, dont elle suit le cours vers le sud (Chaussin), puis vers l'ouest à partir de Beauvoisin.

### Saône-et-Loire
La ligne suit le cours du Doubs qui après Navilly, prend une direction sud-ouest. À Verdun-sur-le-Doubs, à la confluence des deux rivières, la ligne de démarcation suit la Saône, toujours dans une direction sud-ouest jusqu'à Chalon-sur-Saône où la ligne continue vers le sud-ouest, remontant le cours de la Corne jusqu'à Buxy. Elle prend alors la direction de l'ouest avant de bifurquer vers le sud-est avant Montceau-les-Mines, suivant un tracé à l'est du canal du Centre et parallèlement à celui-ci (qui initialement marquait la ligne de démarcation) jusqu'au sud-est de Paray-le-Monial, qu'elle contourne par le sud remontant ensuite dans une direction ouest-nord-ouest vers Digoin.

### Allier
La ligne traverse la partie nord-est du département. Elle y entre par la commune de Chassenard, et se dirigea sur un tracé rectiligne vers l'ouest, passant plusieurs kilomètres au sud de Dompierre-sur-Besbre et de la route reliant Moulins à Digoin. Elle traverse les communes de Molinet, Coulanges, Monétay-sur-Loire, Saligny, Saint-Pourçain-sur-Besbre, Thiel-sur-Acolin, Chapeau et Toulon-sur-Allier jusqu'à arriver sur la rivière Allier, à quelques kilomètres au sud de Moulins. La ligne bifurque alors vers le nord, suivant le cours de la rivière, cours qui après Moulins (situé en zone occupée sauf le quartier de la Madeleine, rive gauche) prend une direction nord-ouest. Après Villeneuve-sur-Allier, la rivière marque la limite entre les départements de l'Allier et de la Nièvre.
Le pont Régemortes au-dessus de l'Allier, à Moulins, était un point de passage notable car il se trouvait sur la route entre Paris et Vichy.

### Cher
La ligne de démarcation traverse le département d'est en ouest. Elle suit d'abord le cours de l'Allier qui marque aussi la limite entre les départements du Cher et de la Nièvre ; puis elle bifurque vers l'ouest-nord-ouest, quelques kilomètres avant la jonction entre l'Allier et la Loire (Bec d'Allier), à hauteur d'Apremont suivant alors une direction parallèle à la route nationale 76 (La Chapelle-Hugon, Germigny-l'Exempt, Croisy, Cornusse, Raymond, Jussy-Champagne, Vornay, Saint-Just). Elle contourne Bourges par le sud (Plaimpied-Givaudins, Trouy, Le Subdray, Morthomiers) puis à hauteur de Sainte-Thorette et Quincy suit le cours de la rivière Cher, passant par Vierzon (Vierzon-ville, sur la rive nord, étant en zone occupée) et quittant le département à Thénioux.

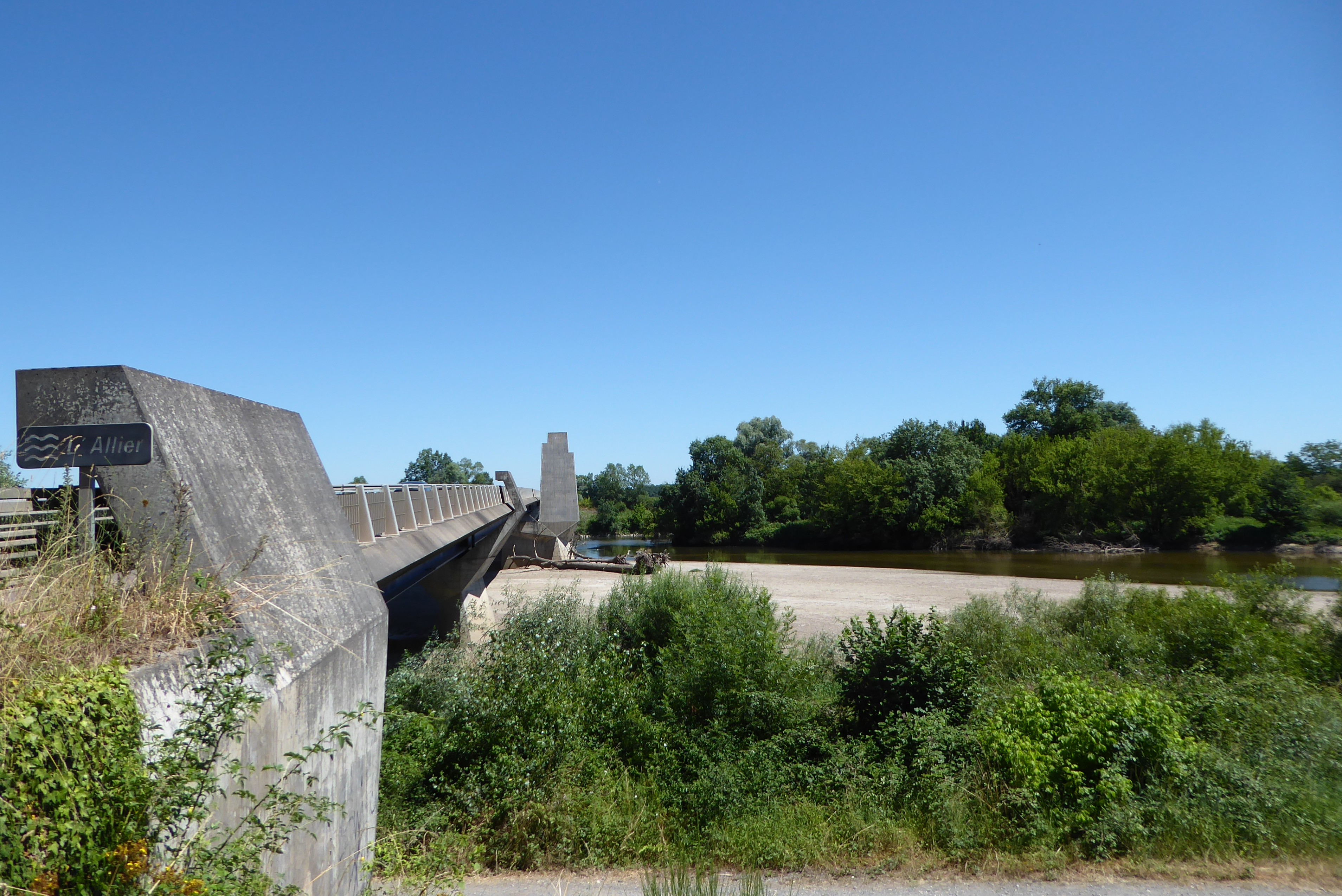
L'Allier, ligne de démarcation au sud-est de Mornay.
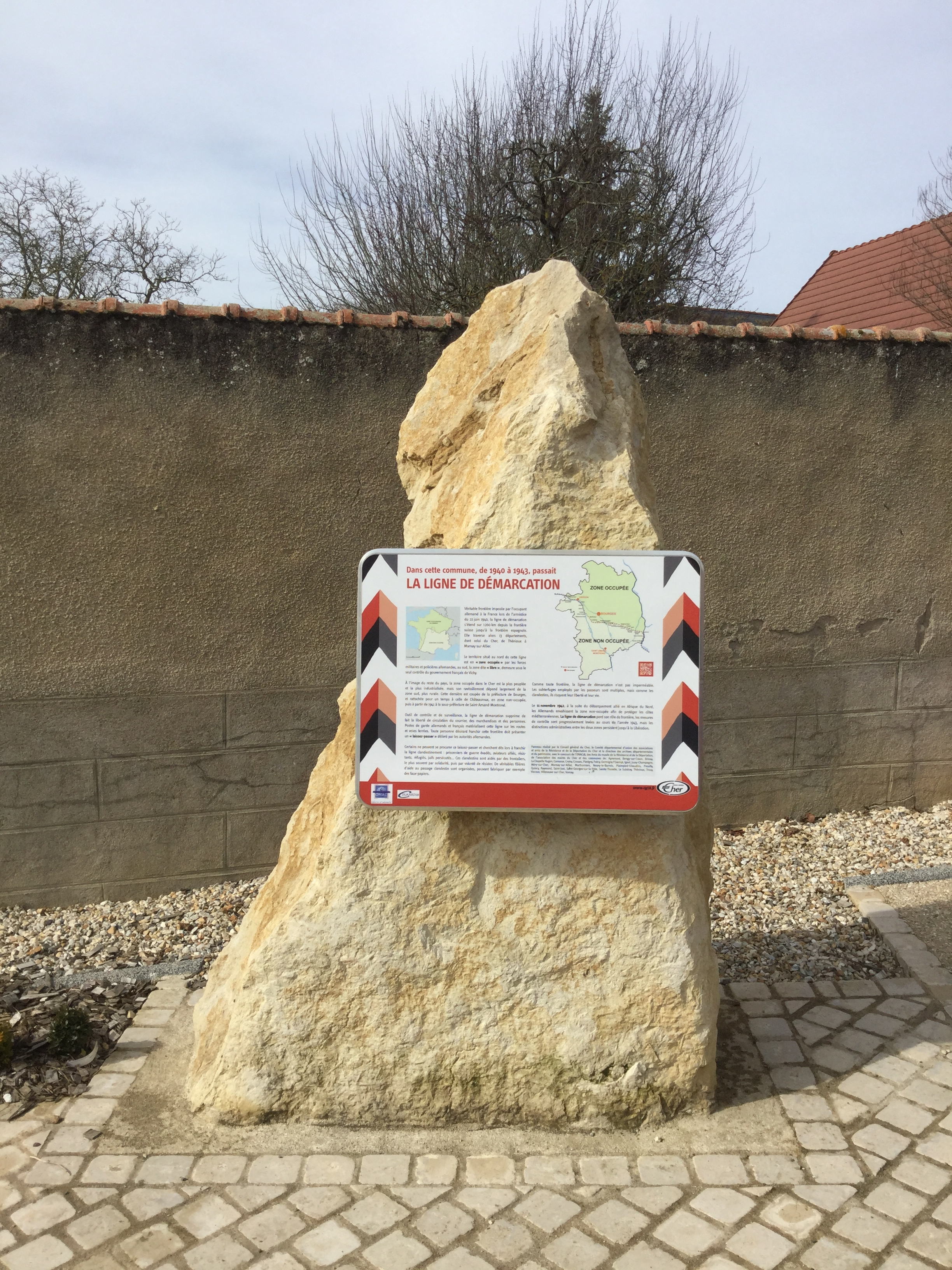
Panneau sur la ligne de démarcation à Cornusse.
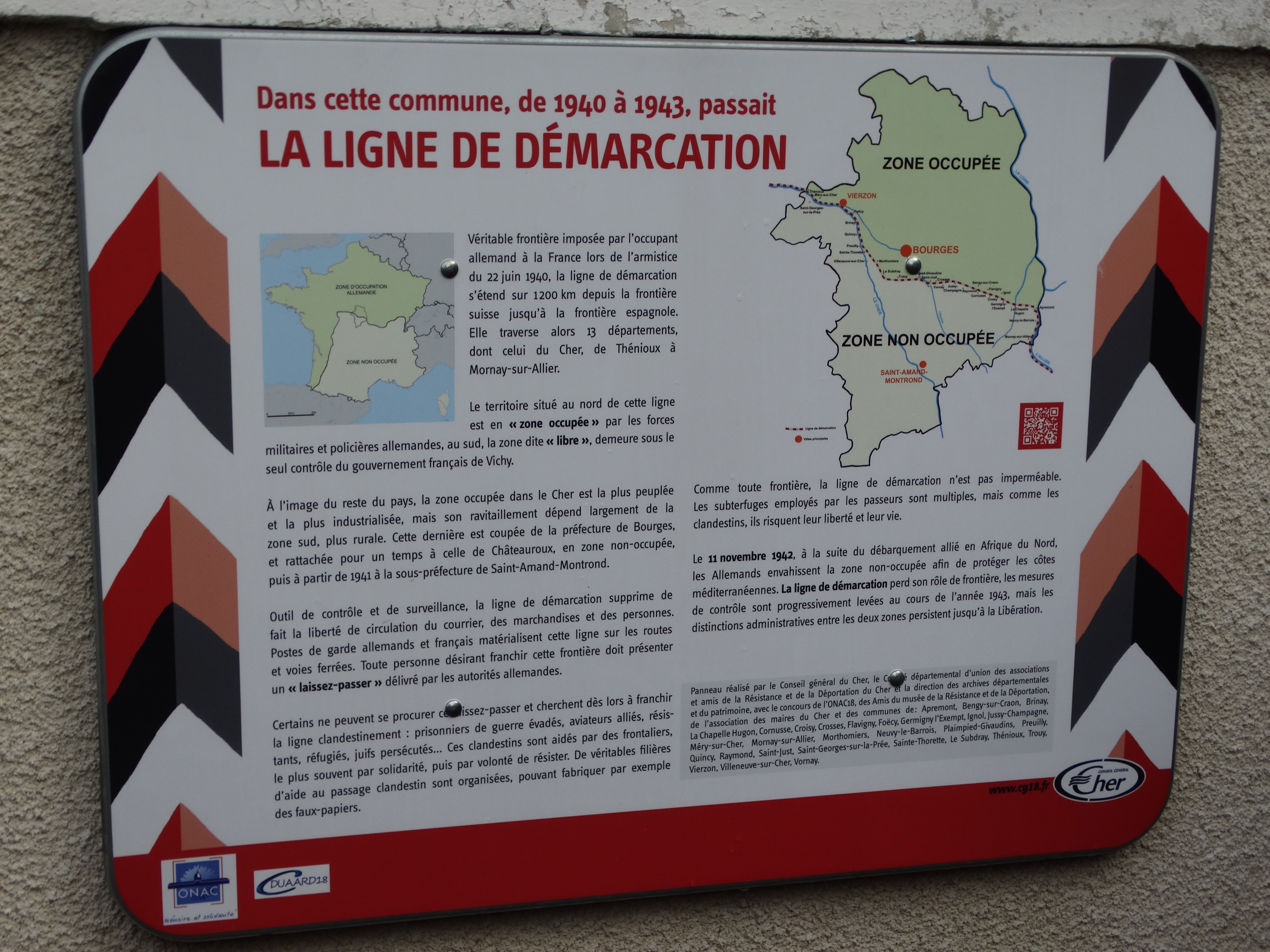
Panneaux sur la ligne de démarcation dans le Cher (Quincy, Mornay-sur-Allier...)

### Loir-et-Cher
La ligne traverse le sud du département d'ouest en est, suivant sur tout son parcours le cours du Cher (de Châtres-sur-Cher à Chissay-en-Touraine). La ville de Selles-sur-Cher se trouve coupée en deux, la partie sur la rive droite (au nord) étant en zone occupée. La ligne de démarcation isole à l'est et l'ouest deux étroites bandes du reste du département passée en zone occupée ; en effet sur sa partie centrale, la rivière marque la limite avec le département de l'Indre.

### Indre-et-Loire
La ligne de démarcation traverse une partie de l'est du département, suivant le cours du Cher. Elle coupe ainsi en deux le château de Chenonceau bâti en travers de la rivière : l'entrée principale se trouve en zone occupée, tandis qu'une partie du parc s'ouvrant au sud de la galerie est en zone libre. Peu après Chenonceaux, à Bléré, la ligne bifurque dans une direction sud-sud-ouest, passant une douzaine de kilomètres à l'ouest de Loches, plus importante commune du département en zone libre. Elle traverse la commune de Ligueil (le bourg était en zone occupée), prend une direction sud-ouest pour contourner le village du Grand Pressigny, puis une direction sud-est, traversant la rivière Creuse dans le sud du département, à Chambon.

### Vienne
Après avoir franchi la rivière Creuse, la ligne entre dans le département à La Roche-Posay, prend une direction sud-sud-ouest, sans suivre ni route ni cours d'eau. Elle traverse la commune de Chauvigny (le bourg restant en zone libre), à une vingtaine de kilomètres à l'est de Poitiers. Après la commune de Fleuré (village en zone occupée), elle prend une inflexion plus au sud, coupe la commune d'Usson-du-Poitou, traverse le Clain, croise la route nationale 148 entre Charroux et Pressac, à la limite du département qu'elle quitte quelques kilomètres plus au sud, en franchissant le fleuve Charente.

### Charente
La ligne de démarcation traverse le département sur une direction presque plein sud, sur 85 km, traversant 20 communes et laissant un petit tiers est de la Charente en zone libre. Elle débute sur la commune de Pleuville, passe à l'est de Champagne-Mouton (village en zone occupée), à une vingtaine à l'ouest de Confolens, plus importante commune du département en zone libre. Elle continue à l'ouest de Saint-Claud et Chasseneuil (villages en zone libre), à l'est de La Rochefoucauld (en zone occupée), marque ensuite une légère inflexion vers l'ouest, passant alors à une quinzaine de kilomètres à l'est d'Angoulême, puis se redirige vers une direction sud-sud-est, quittant le département à Combiers.

### Dordogne
La ligne traverse l'ouest du département, laissant une étroite bande en zone occupée. Sur un tracé sud-sud-ouest, la ligne débute à La Rochebeaucourt, passe par Ribérac (laissant le bourg en zone libre), Échourgnac (village en zone occupée), Montpon (bourg en zone occupée), suivant jusque-là peu ou prou la route nationale 708 (route départementale 708 depuis 1972). Après Montpon, la ligne s'oriente plus au sud-ouest, quittant le département en franchissant la rivière Dordogne à Lamothe-Montravel.

### Gironde

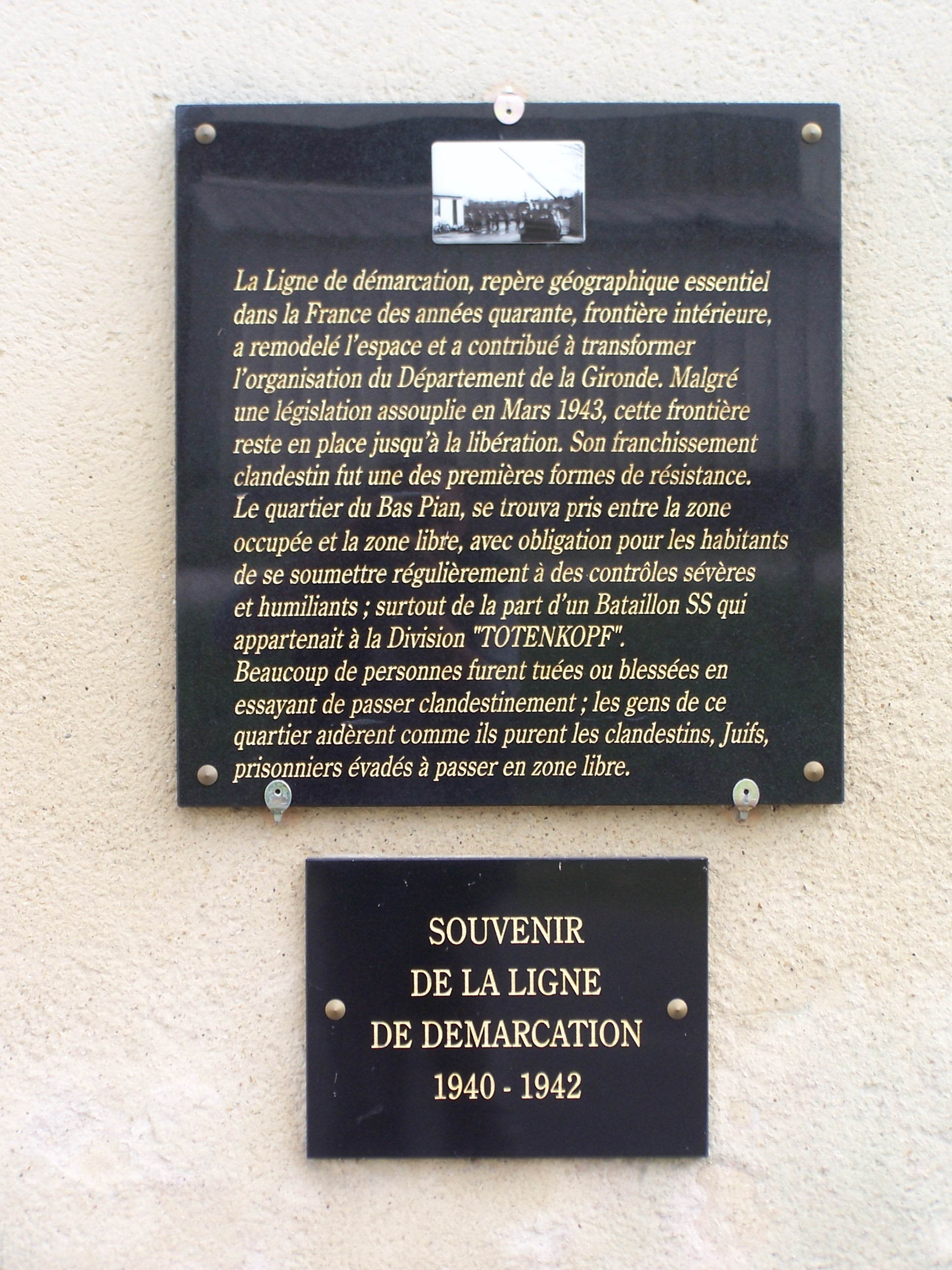
Plaque commémorative dans le quartier du Bas-Pian près de Saint-Macaire, commune limitrophe de Langon

En franchissant la rivière Dordogne, la ligne de démarcation entre en Gironde, y suit une direction sud-ouest, passant à l'est de Castillon-et-Capitourlan. Elle bifurque au sud en atteignant la route nationale 670 (route départementale 670 depuis 1972) qu'elle longe jusqu'à Sauveterre-de-Guyenne. Elle reprend alors une direction sud-ouest en suivant la route nationale 672 (route départementale 672 depuis 1972) jusqu'à la Garonne qu'elle franchit à Langon. Elle longe alors la route nationale 10, en direction du sud, passant par Bazas (qu'elle coupe en deux) puis Captieux. Elle quitte le département quelques kilomètres plus loin, au sud de cette commune.
Langon, où la ligne de démarcation séparait le centre des faubourgs, était un important point de passage de la ligne de démarcation car cette commune est un carrefour routier et nœud ferroviaire.

### Landes
La ligne traverse le département des Landes du nord-est au sud-ouest à l'est de Roquefort, Mont-de-Marsan, Saint-Sever et Hagetmau occupés, suivant un tracé parallèle à la route nationale 10 et à la route nationale 133 (route départementale 933 depuis 1972) à l'est de celles-ci jusque Castaignos-Souslens

### Basses-Pyrénées
La ligne de démarcation coupe le département en deux, sur un axe sud-ouest/nord-est, en suivant presque exclusivement la route nationale 133 (route départementale 933 depuis 1972). Elle entre dans le département en traversant la commune de Sault-de-Navailles, passe par Orthez. Elle chemine ensuite sur quelques kilomètres pour prendre une direction ouest-nord-ouest en suivant la route nationale 117 (route départementale 817 depuis 2005) avant de suivre de nouveau la RN 133 et une direction sud-est. Elle passe alors par Salies-de-Béarn, Sauveterre, Saint-Palais, Larceveau et Saint-Jean-Pied-de-Port pour finalement rejoindre la frontière espagnole à Arnéguy.

### Sur les cartes Michelin
La limite de la zone de démarcation au 4 juillet 1940 apparait cette année-là sur deux cartes Michelin au millionième, nos 98 et 99. Après guerre, est rééditée une carte Michelin avec le tracé exact de la ligne.

## But de la ligne et contrôle des passages
Le but de la ligne de démarcation, selon les militaires allemands, est de rendre le gouvernement français docile : les trois quarts du blé et du charbon français sont produits en zone occupée, ainsi que presque tout l’acier, le textile et le sucre ; la zone libre est donc très dépendante pour son ravitaillement des autorités allemandes, sans que celles-ci aient à l'occuper.
Pour franchir légalement la ligne, il faut un Ausweis (carte d'identité) ou un Passierschein (laissez-passer) émis par les autorités d'occupation en nombre limité et après maintes formalités. Elles distinguent l’Ausweis de « petite frontière » pour les populations frontalières (paysans, médecins, prêtres, sages-femmes domiciliés dans un rayon de dix kilomètres de part et d'autre de la ligne) qui franchissent quotidiennement la ligne, et l’Ausweis de « grande frontière », de durée limitée, plus difficile à obtenir.
Parmi les ministres de Pétain, outre le maréchal lui-même, seuls Laval et Darlan disposent de laissez-passer permanents.
À la suite de l'éviction de Laval, le 13 décembre 1940, les Allemands ferment partiellement et temporairement la ligne de démarcation, interdisant aux fonctionnaires de la zone libre de se rendre en zone occupée, à l'exception de certains agents des PTT, de la SNCF ou de la police utiles à l'occupant. Des officiels de Vichy sont aussi concernés par cette mesure ; c'est ainsi qu'Yves Bouthillier, ministre des Finances, est le premier à se voir refoulé en gare de Moulins, alors qu'il se rend à Paris pour négocier la taxe d'occupation.

## Réorganisation administrative de la France

### Conséquences de la ligne de démarcation
Le fonctionnement administratif de la France a dû être réorganisé. Par exemple, des brigades de gendarmerie (dites « bis ») sont créées dans le ressort des brigades de la zone non occupée.[pas clair]

### Autres lignes de démarcation
La segmentation du pays est amplifiée par d'autres lignes de démarcation :
- dans l'Est, la frontière du Grand Reich intègre l'Alsace-Lorraine (Haut-Rhin, Bas-Rhin et Moselle), annexée par l'Allemagne le 18 octobre 1940[21], comme elle l'avait déjà été en 1871 (voir Annexion de l'Alsace-Moselle, Gau Baden-Elsaß et Gau Westmark) ; les habitants de ces trois départements deviennent sujets du Reich et les hommes sont astreints au service militaire dans la Wehrmacht, voire dans l'armée SS ;
- la zone réservée à un futur « peuplement allemand » où, dès 1940, le retour des réfugiés de l'exode de mai-juin est interdit ; elle comprend une partie du Jura, de la Haute-Marne, de l'Aisne, de la Somme et la totalité du Doubs, de la  Haute-Saône, du Territoire de Belfort, des Vosges, de la Meurthe-et-Moselle, de la Meuse et des Ardennes ;
- la zone au nord de la Somme est placée sous l'administration militaire du commandement allemand de Belgique dont le siège est à Bruxelles : elle concerne les départements du Pas-de-Calais et du Nord ;
- une bande de 50 km de large le long de la frontière italienne[22], délimitée par la « ligne violette », devient une zone démilitarisée ;
- une zone côtière d'une largeur de 10 km est interdite aux personnes non autorisées à partir d'avril 1941 en raison de la construction du mur de l'Atlantique ; elle concerne les départements bordant la mer du Nord, la Manche et l'océan Atlantique ; après l'occupation de la zone libre en novembre 1942, elle est aussi appliquée au littoral méditerranéen.

## La fin de la ligne de démarcation
Le 11 novembre 1942, face à ce qu'ils considéraient comme une menace consécutive au débarquement allié en Afrique du Nord survenu le 8 novembre, les Allemands franchissent la ligne de démarcation et envahissent la zone libre,. L’Italie, profitant de cette invasion, décide de faire de même et occupe la zone qu'elle convoitait ,,, ce qui conduit à l'extension de la zone d'occupation italienne. Cela entraîna, le 27 novembre 1942, le sabordage de la flotte française à Toulon et la dissolution de l'Armée de Vichy.
La ligne est supprimée par les Allemands le 1er mars 1943. Cependant, quatorze points de contrôle principaux subsistent[Lesquels ?] sur l'ancien tracé de la ligne.

## Filmographie
- La Ligne de démarcation, film de Claude Chabrol sorti en 1966.
- Les Patates, film français réalisé par Claude Autant-Lara et sorti en 1969.
- La Ligne de démarcation, série télévisée de 1973 de Jacques Ertaud.

## Mémoire

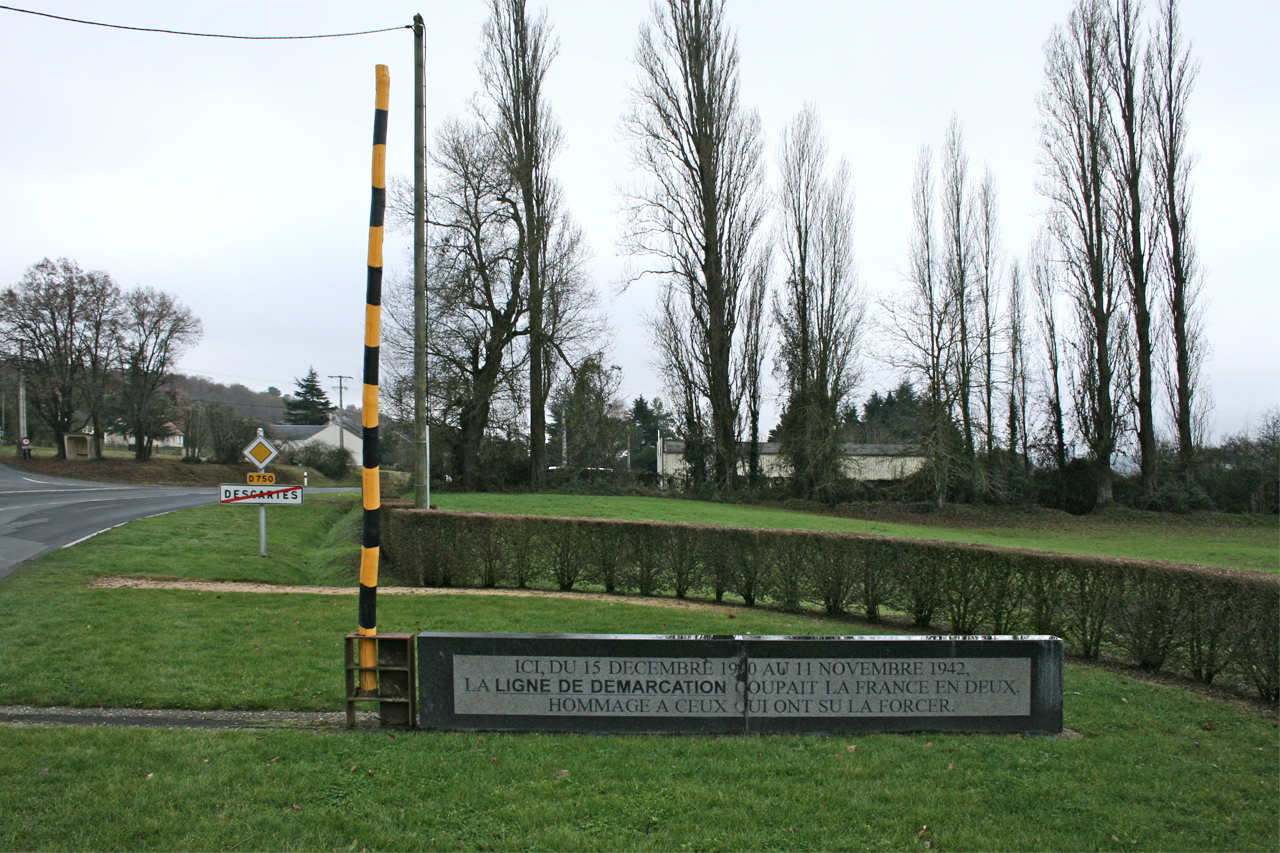
Ligne de démarcation à Descartes en Indre-et-Loire.

Il existe dans différentes communes quelques panneaux marquant le passage de la ligne de démarcation.
Dans le département de la Charente, où une vingtaine de communes étaient traversées par la ligne de démarcation, le Conseil général et le ministère de la Défense ont financé à partir de 2007 la pose de panneaux d'information dans plusieurs d'entre elles, à l'endroit où passait la ligne.
À Génelard, en Saône-et-Loire, le Centre d'interprétation de la ligne de démarcation est ouvert au public depuis juin 2006. L'exposition permanente du centre est abritée dans un bâtiment dont l'architecture symbolise la fracture constituée par cette frontière intérieure. Il est situé place du Bassin, en bordure du canal du Centre, qui servit durant l'été 1940 à délimiter le tracé de la ligne de démarcation, à proximité de l'emplacement de l'ancien poste de contrôle allemand qui se situait sur le pont du canal. La ligne fut par la suite déplacée (elle était parallèle au canal mais distante de quelques kilomètres), mais le poste de contrôle resta à la même place. L'exposition permanente permet de découvrir l'histoire de la ligne de démarcation, aussi bien dans le département de Saône-et-Loire que dans les douze autres départements autrefois traversés par la ligne, et son influence sur la vie des Français, le fonctionnement de l'administration, le développement du passage clandestin et de la Résistance.
En raison de difficultés financières, la gestion du Centre de la ligne de démarcation a été confiée à la commune. Après une courte fermeture, il a été rouvert à l'été 2015.
En Dordogne, il existe également une route de la Zone libre, sur une portion de la route départementale D 38 au sud-est d'Échourgnac.